# Bart Cardoen
Bart Cardoen (Brugge, 23 september 1958), pseudoniem: Urbain Alpain, is een Vlaamse dichter, toneelschrijver en -regisseur. 
Cardoen is vooral bekend als hertaler van toneelteksten.
In de jaren tachtig van vorige eeuw, nam Humo de in archaïsch Nederlands opgestelde brieven van Urbain Alpain bijna wekelijks op.